# Nannaria davidcauseyi
Nannaria davidcauseyi är en mångfotingart som beskrevs av Ottis Robert Causey 1950. Nannaria davidcauseyi ingår i släktet Nannaria och familjen Xystodesmidae. Inga underarter finns listade i Catalogue of Life.